# Battaglia del Trocadero
La battaglia del Trocadero è stato uno scontro armato avvenuto il 31 agosto 1823 tra le truppe francesi e l'esercito del governo liberale spagnolo. Avvenne nell'ambito del triennio liberale spagnolo e inaugurò il ritorno della monarchia assoluta in Spagna.

## Preludio
Durante l'occupazione della Spagna nel 1808 da parte dell'esercito francese di Napoleone nel corso delle guerre napoleoniche, si indebolì la stretta della Spagna sul proprio impero e in tutta l'America spagnola iniziarono a costituirsi amministrazioni autonome.
Dopo la caduta di Napoleone, nel 1815, i Borbone ripresero il potere sui troni di Francia e di Spagna. Il re Ferdinando VII, una volta ristabilito sul trono, annullò la Costituzione promulgata durante il regno di Giuseppe Bonaparte il 19 marzo del 1812 dalle Cortes, il parlamento iberico, in opposizione all'occupazione napoleonica, che limitava i poteri del re. Quindi, allo scopo di riprendere il controllo del Sud America, Ferdinando VII radunò una parte dell'esercito spagnolo a Cadice per impossessarsi nuovamente delle colonie americane, ma incontrò la resistenza, in particolare di alcune fazioni delle Cortes e di militari formati nella guerra di popolo del 1808 (che aveva portato all'approvazione della Costituzione) capitanati dai colonnelli Quiroga e Riego.
A questo punto il re fu costretto a ripristinare la Costituzione del 1812, riconvocando le Cortes, ma segretamente tenendo i contatti con i paesi della Santa Alleanza, i quali si riunirono nel congresso di Verona nel 1822, e decisero di intervenire per porre fine alla situazione di instabilità politica che la Spagna stava vivendo. Alla fine dei fatti solo i francesi decisero di inviare in Spagna un contingente che liberasse il re e lo aiutasse a riottenere i pieni poteri.

## L'arrivo dei francesi

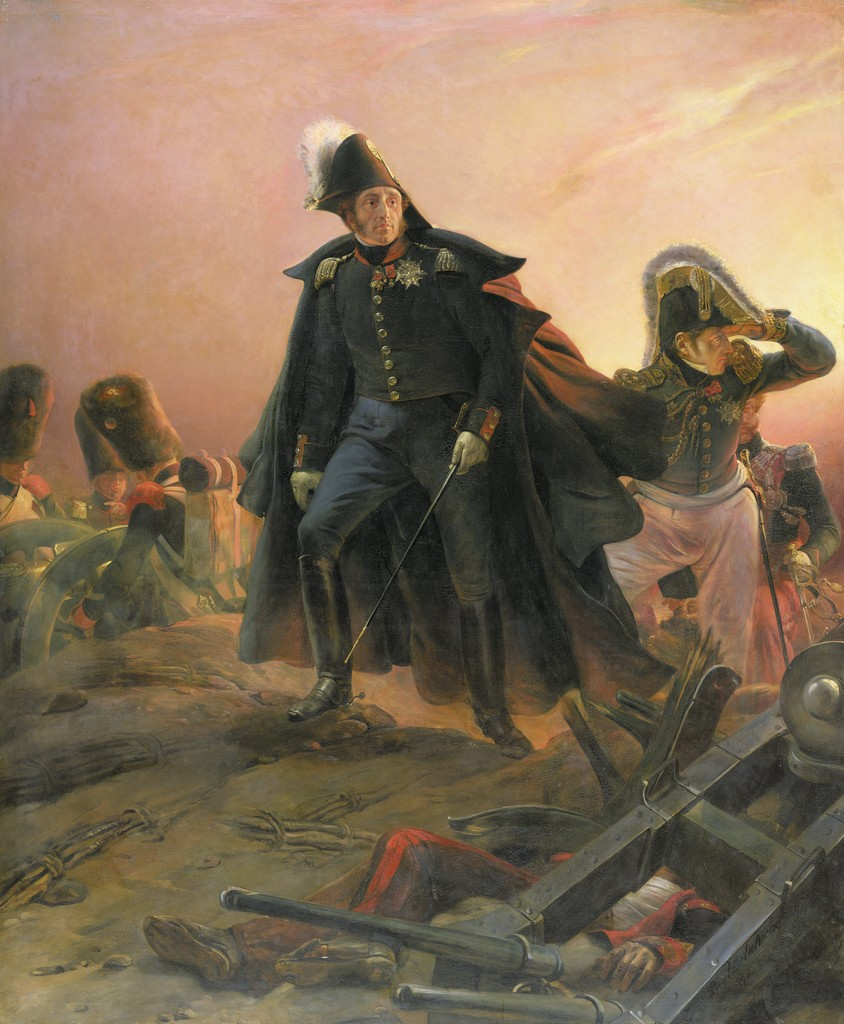
Il duca di Angoulême alla battaglia del Trocadero, di Hippolyte Delaroche.

Il 17 aprile 1823 un corposo esercito francese detto dei centomila figli di San Luigi e guidato dal duca d'Angoulême, nipote (di zio) di Luigi XVIII e figlio del futuro Carlo X, passò i Pirenei e penetrò in Catalogna, senza trovare resistenza da parte della popolazione locale (già sfiancata dall'invasione napoleonica) e dai baschi. Questa invasione diede di fatto inizio al cosiddetto "decennio ignominioso" (1823-1833).
Dopo essere entrato nella città di San Sebastián, il duca lanciò un attacco contro Madrid. Il governo liberale capitolò immediatamente ed i suoi rappresentanti fuggirono a Siviglia il 23 maggio. All'esercito francese non restava che marciare su Cadice, la città dove era stato tradotto il re prigioniero e dove si era riparato il ramo esecutivo del governo costituzionalista.

## La presa del Trocadero e la resa delle Cortes

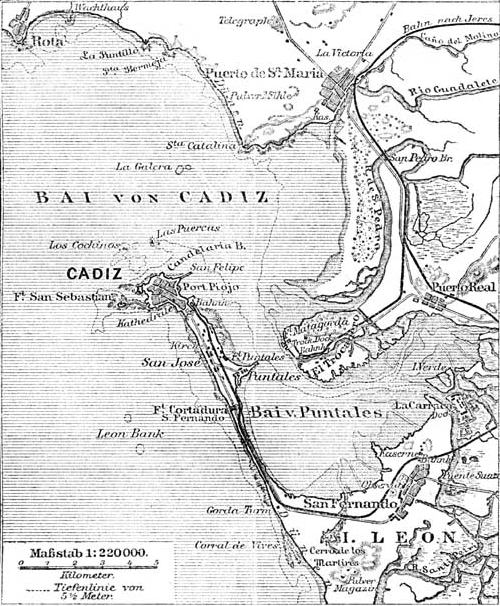
Mappa della baia di Cadice.

Arrivati nei pressi di Cadice, i francesi si accamparono fuori della città. Per far capitolare Cadice, era indispensabile catturare il forte del Trocadero, poco distante dalla città e situato in luogo strategico su un isolotto. Il forte era presidiato da 2000 soldati liberalisti, poca cosa rispetto ai 100 000 francesi schierati e comandati dal duca di Angoulême; non di meno il primo assalto del 16 luglio venne respinto con perdite sensibili da parte francese, e in seguito venne immediatamente negoziata una tregua d'armi per rimuovere morti e feriti. Il 31 agosto però i francesi lanciarono un attacco a sorpresa contro il forte, che venne subito catturato. L'attacco alla baionetta, approfittando della bassa marea, provocò molta confusione tra gli spagnoli, dei quali 1 700 vennero presi prigionieri, e permise ai francesi anche di occupare l'omonimo villaggio.
Il 20 settembre 1823 i francesi dal mare annientarono la resistenza del forte Santi Petri che come il Trocadero era un punto di difesa della città; iniziarono quindi il bombardamento di Cadice. Il 28 settembre le Cortes si riunirono, votando a favore della liberazione di Ferdinando VII, che fu rilasciato e si recò al quartier generale del duca di Angoulême e di qui a Madrid, dove riprese le redini del comando infrangendo tutte le promesse di amnistia che aveva fatto all'atto della sua liberazione. In quella che venne denominata Década Ominosa (1823-1833) dagli spagnoli 30 000 liberali vennero uccisi e almeno 20 000 imprigionati.